# Fritz Harnest
Fritz Harnest (Monaco di Baviera, 16 agosto 1905 – Traunstein, 28 febbraio 1999) è stato un pittore e grafico tedesco.

## Biografia
All'inizio della presa del nazionalsocialista, si ritirò. Dal 1940 al 1945 Harnest fu in grado di lavorare come interprete nel campo di prigionia di Moosburg. Nel 1946 partecipò alla prima esposizione postbellica "Bavarian Art of Today" a Monaco e Basilea. Harnest si è presto dedicato al lavoro grafico con xilografie e astrazioni. Le sue immagini sono state esposte in quel momento in Svizzera, Italia, Olanda, Austria, in tutte le parti della Germania e in Ohio. 1959 ha iniziato un'amicizia con Rupprecht Geiger. Nello stesso anno partecipa al Documenta 2 di Kassel.

## Opere nello spazio pubblico
- Finestra colorata nella scala dell'Università tecnica di Monaco.[1]
- Ceramica (Harnest-Bampi) sulle pareti della scala nell'ufficio delle imposte Säckingen.[2]

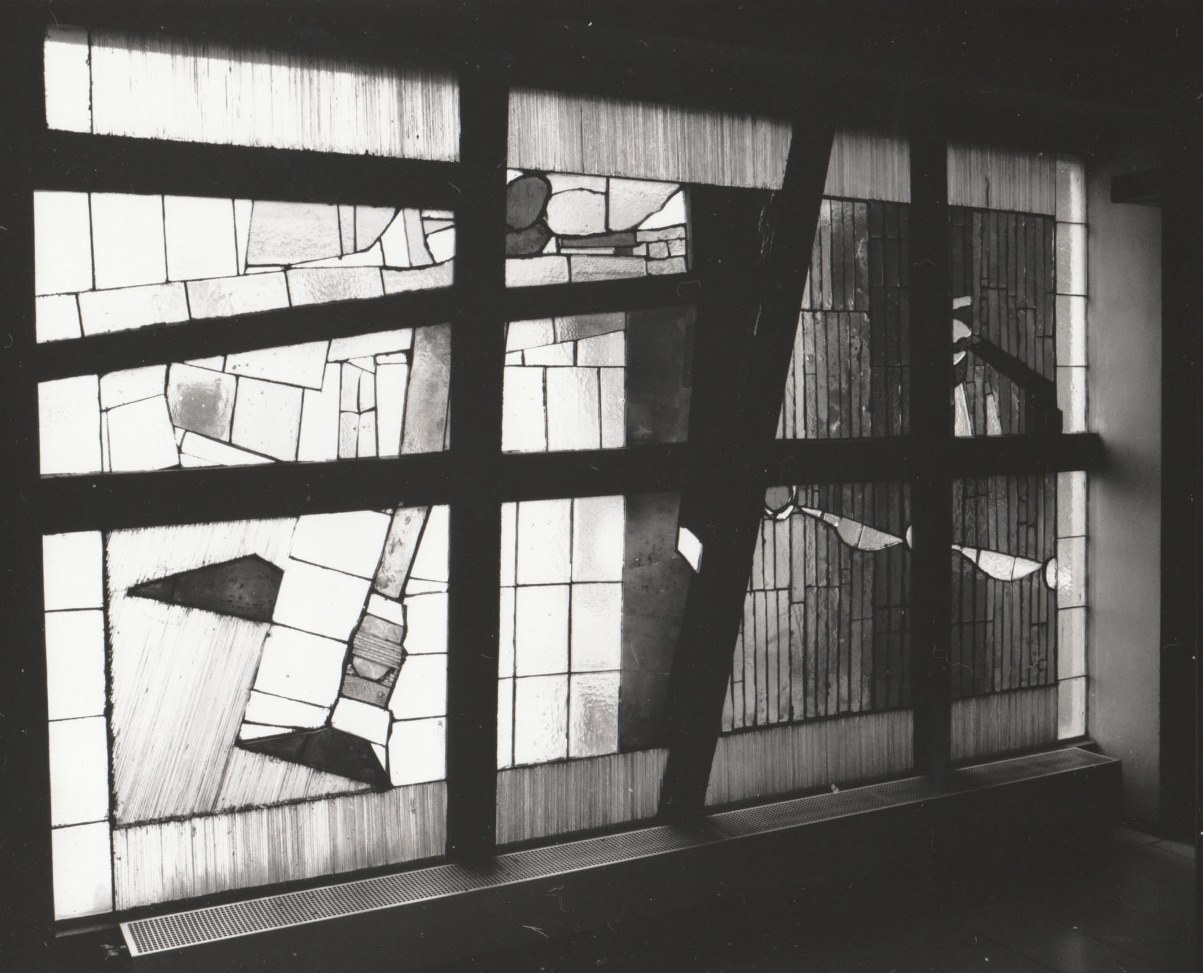
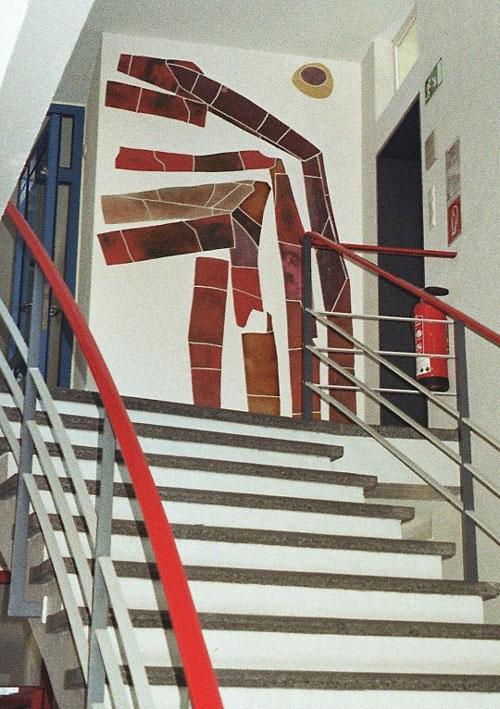

## Onorificenze
- 1961: 2 ° premio al „II. Internationalen Triennale Grenchen“ per grafica originale colorata, Svizzera
- 1969: Medal of Honor al “Triennale Internazionale della Xilographia Contemporanea Capri”, Italia